# Franko (biskup poznański)
Franko (XI wiek) – znany z Kroniki Galla Anonima biskup poznański, który ok. 1085 roku doradził księciu Władysławowi I Hermanowi i jego żonie Judycie czeskiej wysłanie darów do sanktuarium w Saint-Gilles w intencji narodzenia męskiego potomka. Jest pierwszym znanym biskupem poznańskim po odnowieniu tej diecezji przez Bolesława II Szczodrego w 1075 roku. Data jego śmierci nie jest znana. Jego prawdopodobny następca, Eckhard, został wyświęcony między 1097 a 1102 rokiem.